# تلورید سدیم

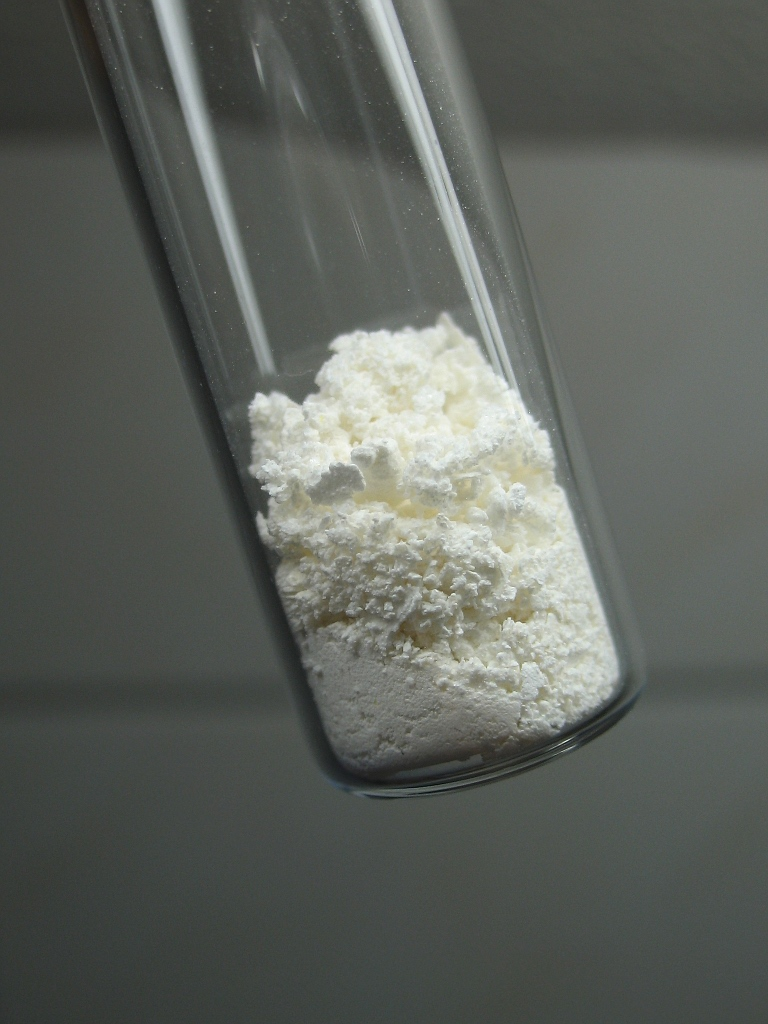
تلورید سدیم

تلورید سدیم (به انگلیسی: Sodium telluride) با فرمول شیمیایی Na۲Te یک ترکیب شیمیایی است. که جرم مولی آن 173.58 g/mol می‌باشد. شکل ظاهری این ترکیب، پودر سفید است.